# And (アルバム)
『and』（アンド）は、椎名慶治の5枚目のオリジナルアルバム。2021年9月15日にHigh Windよりリリースされた。

## 概要
前作『-ing』から約3年ぶりにリリースされたオリジナルアルバムである。アルバムには、配信リリースされた「KI?DO?AI?RAKU?」と「DOUBT!!」のアルバムバージョンを含む、全11曲が収録されている。アルバムのタイトルには、アルバムの楽曲の制作時期がアルバムリリースまでの3年間に制作された楽曲とアルバムのために制作された楽曲で分かれているため、“現在と過去”という意味合いがある。その“現在と過去”の二つをくっつけると言うことで、元々つけられていたアルバムタイトルから『and』に変更された。また、“安堵”という意味も込められている。
アルバムの楽曲は、椎名慶治のソロアルバムとしては初めてSURFACEの活動期間中にリリースされたため、共同プロデューサーである宮田“レフティ”リョウと話し合い、SURFACEらしさを払拭するためにギターが立たないサウンドメイクをしたり、アルバム制作期間中に流行っていた洋楽の音作りを参考に制作された。

## 収録内容
1. Knock and Opened
作曲:椎名慶治・宮田“レフティ”リョウ、編曲:宮田“レフティ”リョウ
2. アイムリアル
作詞:椎名慶治・野口圭、作曲:椎名慶治・山口寛雄、編曲:宮田“レフティ”リョウ
3. 一旦紅茶飲む
作詞:椎名慶治、作曲:椎名慶治・宮田“レフティ”リョウ、編曲:宮田“レフティ”リョウ
4. DOUBT!!（Album Ver.）
作詞・作曲:椎名慶治、編曲:宮田“レフティ”リョウ
5. 「ここは　ぶきや　です」
作詞:椎名慶治・野口圭、作曲:椎名慶治・宮田“レフティ”リョウ、編曲:宮田“レフティ”リョウ
6. I and I
作詞:椎名慶治・野口圭、作曲:椎名慶治・宮田“レフティ”リョウ、編曲:宮田“レフティ”リョウ
7. GOOD GIRL
作詞・作曲:椎名慶治、編曲:宮田“レフティ”リョウ
8. 「そんなに好きなら好きって言っちゃえば？」
作詞・作曲:椎名慶治、編曲:宮田“レフティ”リョウ
9. アイクルシイ
作詞:椎名慶治・野口圭、作曲:椎名慶治・山口寛雄、編曲:宮田“レフティ”リョウ
10. それだけ
作詞・作曲:椎名慶治、編曲:宮田“レフティ”リョウ
11. KI?DO?AI?RAKU?（Album Ver.）
作詞・作曲:椎名慶治、編曲:宮田“レフティ”リョウ